# A Cabana (Ferrol)
Santo Antonio da Cabana és una parròquia i localitat situada al sud del municipi gallec de Ferrol, a la província de la Corunya.
L'any 2015 tenia 805 habitants agrupats en 6 entitats de població: A Barca de Arriba, A Cabana, A Cabreira, O Cruce, Montecuruto i Santo Antonio.